# Laslovo
Laslovo (ugriska: Szentlászló) är en ort i Kroatien.   Den ligger i länet Baranja, i den östra delen av landet, 220 km öster om huvudstaden Zagreb. Laslovo ligger 84 meter över havet och antalet invånare är 1 036.
Terrängen runt Laslovo är mycket platt. Runt Laslovo är det ganska glesbefolkat, med 29 invånare per kvadratkilometer. Närmaste större samhälle är Osijek, 15,1 km norr om Laslovo. Trakten runt Laslovo består till största delen av jordbruksmark.